# Jason Cabell
Pour les articles homonymes, voir Cabell.
Jason Cabell né à Chicago est un acteur, scénariste et réalisateur américain.

## Filmographie

### Cinéma

#### En tant qu'acteur
- 2013 : Time and Time Again : Todd Ferguson
- 2014 : ABCs of Death 2 : Big Guy the Muscle (segment "A")
- 2015 : Executive Protection : Emerson Williamson
- 2016 : Smoke Filled Lungs : Edward
- 2016 : The Devil's Warehouse : Senior Security Guard
- 2017 : Shockwave : Ward
- 2018 : Mr. Malevolent : Cop

#### En tant que réalisateur
- 2016 : Smoke Filled Lungs
- 2019 : Running with the Devil

#### En tant que producteur
- 2015 : Executive Protection
- 2016 : Smoke Filled Lungs
- 2017 : Shockwave

### Séries télévisées
- 2014 : Sex Sent Me to the ER : Dale
- 2015 : Mentalist : Inspecteur Caldwell[2]